# Responsabilitat ambiental
La responsabilitat ambiental té per objecte obligar el causant de danys al medi ambient provocats per una activitat professional a pagar la reparació d'aquests danys (principi de qui contamina paga).
Per a poder aplicar el principi de responsabilitat, cal que:
1. es pugui identificar els autors de la contaminació
2. es puguin quantificar els danys
3. s'estableixi un vincle entre el contaminador i els danys

El principi de responsabilitat no pot aplicar-se si es tracta d'una contaminació generalitzada i difusa (per exemple, deguda al canvi climàtic).

## Legislació associada
La responsabilitat ambiental és un mitjà d'aplicació d'un dels principis fonamentals de política ambiental del Tractat constitutiu de la Comunitat Europea,el principi de qui contamina, paga. Els responsables d'una contaminació (persones físiques o jurídiques) han de fer-se càrrec dels costos que la seva contaminació ha provocat. L'aplicació d'aquest mètode té per objectiu que empreses i altres actors implicats prenguin més precaucions, reduint així els episodis contaminants. El 2004 es va aprovar la Directiva comunitaria 2004/35/CE sobre responsabilitat ambiental en relació amb la prevenció i reparació de danys medioambientals, que estableix un marc de responsabilitat medioambiental segons el principi descrit anteriorment.
En el cas de l'estat espanyol, des del 30 d'abril de 2007 està vigent la LLei de Responsabilitat ambiental, com a transposició de la directiva europea. La llei reconeix el dret dels ciutadans a gaudir d'un medi ambient adequat com a condició indispensable pel desenvolupament de la persona (article 45 de la Constitució Espanyola), i estableix l'obligació de prevenir, evitar i reparar els danys ambientals (causats a les espècies silvestres o hàbitats), per part dels professionals i responsables de les activitats econòmiques i professionals, ja siguin públiques o privades.
La llei vol garantir que el medi natural que hagi patit un dany es restauri i retorni a l'estat bàsic.
L'objectiu de la llei és que el causant de la contaminació, encara que no hagi comès cap infracció administrativa, s'encarregui de la restauració total de l'impacte ambiental, per tant no es tracta d'una simple indemnització econòmica. Es pretén així que les empreses siguin més cuidadoses i es conscienciïn de les possibles conseqüències de la seva activitat sobre el medi ambient.
Per evitar que els responsables de la contaminació es declarin insolvents i evitin restaurar l'entorn, la llei contempla una garantia financera mínima obligatòria, en funció de la probabilitat de causar danys ambientals. Les empreses que es considera que per la seva activitat tenen associat un risc de causar danys ambientals significatius, en concret:
1. Les activitats i instal·lacions subjectes a l'àmbit d'aplicació del Reial Decret 840/2015, de 21 de setembre, pel qual s'aproven mesures de control dels riscos inherents als accidents greus en què intervinguin substàncies perilloses (operadors SEVESO).
2. Les activitats i instal·lacions subjectes en l'àmbit d'aplicació de la Llei 16/2002 , d'1 de juliol, de prevenció i control integrats de la contaminació (actualment RDL 1/2016, de 16 de desembre, pel que s’aprova el text refós de la Llei de prevenció i control integrats de la contaminació).
3. Els operadors que comptin amb instal·lacions de residus miners classificades com de categoria A, d'acord amb el que estableix el Reial decret 975/2009, de 12 de juny, sobre gestió dels residus de les indústries extractives i de protecció i rehabilitació de l'espai afectat per activitats mineres .

hauran de realitzar un procediment d'avaluació de riscos ambientals que determinarà l'import de la garantia financera que permeti fer front a la responsabilitat ambiental inherent a la seva activitat, la garantia financera mínima obligatòria.